# Прищепка

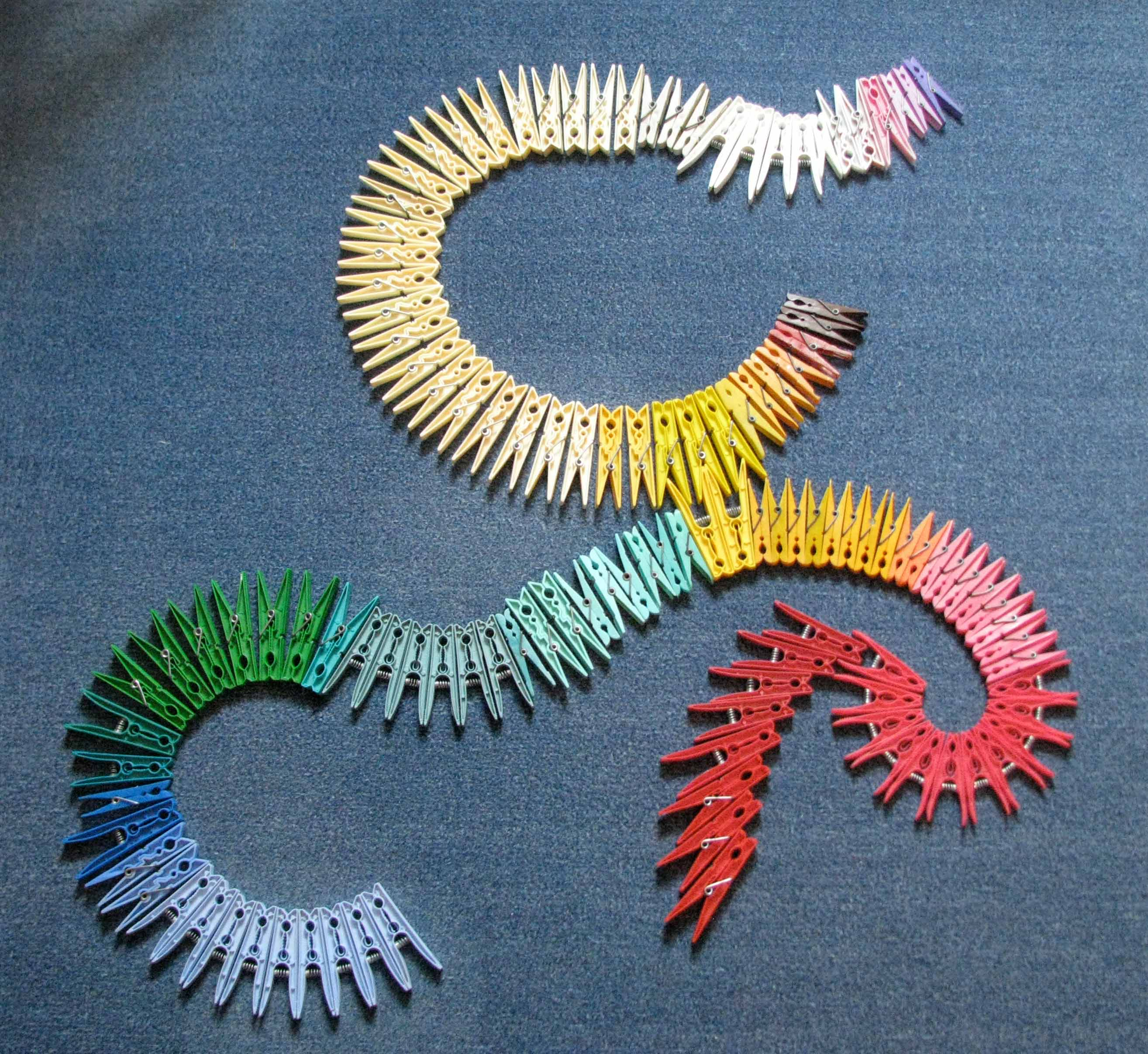
Современные прищепки

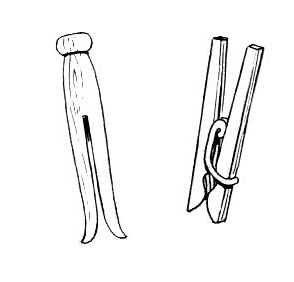
Два типа прищепок

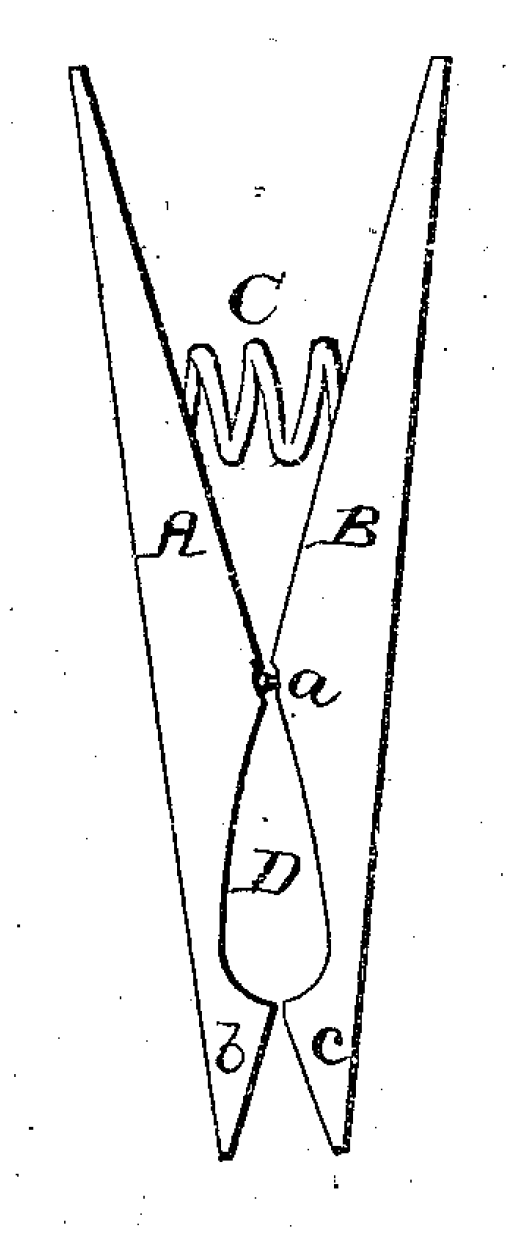
Изобретение Смита

Прищепка — специальный вид зажима, предназначенный для крепления одежды к бельевой верёвке на время просушки после стирки.

## Конструкция
Исторически существовало несколько типов прищепок, наиболее старые выполнялись из одного куска дерева; популярная цилиндрическая форма с раздвоенным концом приписывается Анне Ли, основателю движения шейкеров, которая придумала её в 1700-х годах. Такие прищепки называются в некоторых западных странах цыганскими: цыгане изготавливали их из расщеплённых ветвей ивы.
Современная конструкция, из двух подпружиненных частей, появилась в 1853 году, когда американский изобретатель Д. М. Смит (англ. David M. Smith) получил патент 10,163. Эта новая конструкция, способная выдержать бо́льшую нагрузку и меньше повреждавшая бельё, оказалась популярной среди изобретателей (146 патентов только в США до 1887 года). В 1887 году С. Е. Мур (англ. Solon E. Moore, патент 365,755) внёс важное усовершенствование: свёрнутая в цилиндр пружина стала играть также и роль оси; этот дизайн практически не изменился до настоящего времени.
В XX веке изготавливались четыре типа прищепок: 
- деревянные с пружиной;
- пластмассовые с пружиной;
- цельнодеревянные без пружины с прямоугольной или круглой головкой;
- деревянные без пружины, окованные железом.

## Производство
Прищепки в прошлом были очень широко распространены (в 1974 году производство в США составляло 5,4 миллиона в год), их производство было достаточно важной отраслью промышленности, чтобы правительство США занималось вопросами их демпинга.
Деревянные прищепки изготавливались из твёрдых сортов дерева (бука или клёна в США, граба или бука в Польше, диеры молочноцветковой или рамина в Азии). Доски профилировались и разрезались на отдельные детали, которые затем сушились во вращающихся барабанах в среде с добавлением парафина. Пружины изготавливались из оцинкованной стальной проволоки, сборка производилась на специализированных машинах. Детали пластмассовых прищепок изготавливались путём литья под давлением.
С распространением сушильной машины необходимость в прищепках снизилась, во многих странах к началу XXI века они почти исчезли (использовались в основном в рукоделии). Производители прищепок в США, включая наиболее известную англ. Penley Corp., к самому началу XXI века закрылись, несмотря на программы государственной поддержки. Возрождение традиции сушить бельё на верёвке из соображений охраны окружающей среды и экономии энергии привело к новому росту использования (и производства) прищепок.

## Памятники

Прищепка как арт-объект на проспекте Академика Палладина в Киеве

Наиболее известный памятник прищепке расположен в Филадельфии (США). 14-метровый стальной монумент работы скульптора К. Олденбурга стоит напротив здания мэрии
На кладбище города Миддлсекс (штат Вермонт) в виде прищепки выполнен памятник на могиле Дж. Кровелла (англ. Jack Crowell) — последнего хозяина последней фабрики прищепок в США, National Clothespin Company (закрылась в 2009 году). Кровелл хотел построить памятник в виде действующей прищепки, чтобы с ним могли поиграть дети, но это оказалось невозможным.